# 송사리가 본 무지개
〈송사리가 본 무지개〉(일본어: メダカが見た虹)는 다카다 고즈에의 4번째 싱글이다. 1번째 트랙인 〈メダカが見た虹〉은 애니메이션 《크게 휘두르며》의 엔딩 테마이다.

## 트랙 리스트
1. メダカが見た虹
《크게 휘두르며》의 엔딩 테마
2. グッピー
3. 飛べれば